# Non sto più in zona
Non sto più in zona è un singolo del rapper italiano Shiva, pubblicato il 3 ottobre 2019.

## Descrizione
Il singolo ha visto la partecipazione del rapper italiano Pyrex.

## Tracce
1. Non sto più in zona (feat. Pyrex) – 2:35

## Classifiche
| Classifica (2019) | Posizione massima |
| ----------------- | ----------------- |
| Italia            | 14                |